# اوبرشتاوفنباخ
اوبرشتاوفنباخ (به آلمانی: Oberstaufenbach) یک شهر در آلمان است که در Lauterecken-Wolfstein واقع شده‌است. اوبرشتاوفنباخ ۲۵۸ نفر جمعیت دارد.